# Mandingo (actor)
Frederick Lamont (Carson, Misisipi; 25 de febrero de 1975), más conocido como Mandingo, es un actor pornográfico estadounidense. Su nombre artístico alude a la etnia mandinga de África. Con este nombre también es conocido a un tipo de plátano o banano rojo que se encuentra mayormente en las zonas costeras de Sudamérica.

## Biografía
Mandingo creció en la ciudad de Carson y no escogieron su nombre basado en la película Mandingo, sino más bien porque se le dio a él como un apodo durante su carrera universitaria. Tiene ascendencia del África Occidental.
Su primera aparición en una película pornográfica ocurrió en 1999, en la película Booty Talk # 9, a través de West Coast Productions, que él mismo protagonizó junto a dos recién llegados. Su primera gran escena fue una producción de Video Team, My Baby Got Back # 30, protagonizada por Obsession y Long Byron. Desde entonces, durante un largo periodo de tiempo, se ha presentado principalmente en la escena de grupo, como lo hizo en Little white chicks and big black monster dicks #4, junto a Jake Steed, Lexington Steele y Bridgette Kerkove. 
En 2002, Mandingo lanzó su propia serie llamada "Mandingo" a través de West Coast Productions. A partir de ese año, Mandingo se ha centrado principalmente en la pornografía interracial, especialmente con los modelos en su última etapa de la adolescencia como Chiquita López, Holly Wellin, Kelly Wells, Liliane Tiger, Leah Luv, Maya Gold, Julia Bond, Katsuni, Nautica Thorn, Monica Sweetheart y Nikita Denise. 
En 2006, completó un proyecto llamado Mandingo’s (White, Black, Latin or Asian) Pretty Girls. Otro proyecto, Dingo - When Big Just Ain't Enough #2, producido por Justin Slayer Producciones, también fue lanzado en ese año. 
En 2007, Mandingo completó It Don't Matter, Just Don't Bite It, su película número 500 en la industria de la pornografía y, al año siguiente, se trasladó a Atlanta y creó la marca NICE. 
- Datos: Q2743801
- Multimedia: Mandingo / Q2743801